# Arrondissement de Steglitz-Zehlendorf

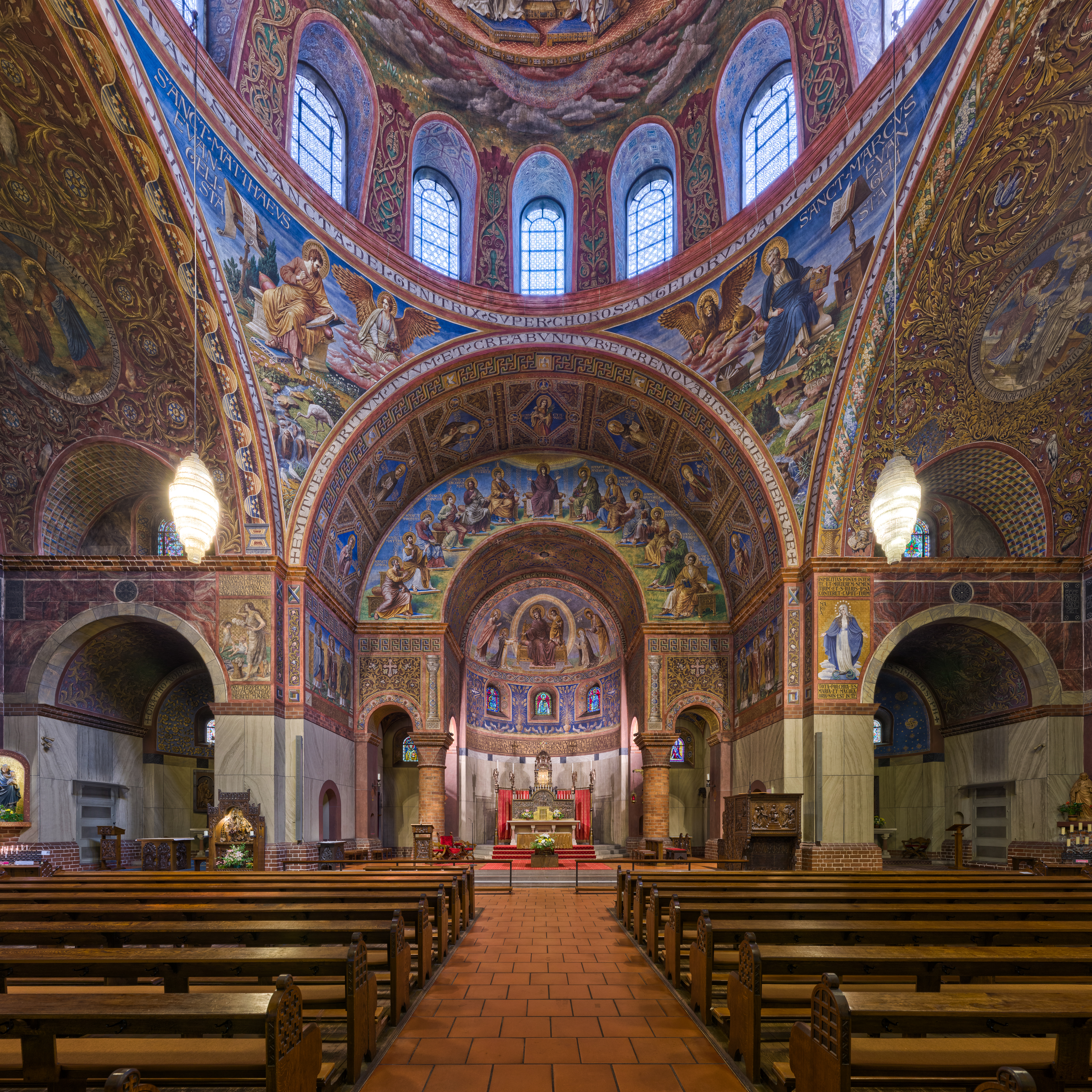
La basilique Rosary, ou Rosenkranzbasilika, dans le quartier Steglitz.

Steglitz-Zehlendorf  est le 6e arrondissement administratif (Bezirk) de Berlin, formé en 2001 par la fusion des anciens districts de Steglitz et Zehlendorf.

## Les quartiers
Depuis la réforme de 2001,  Steglitz-Zehlendorf est divisé en sept quartiers (Ortsteil) :
| Quartier                              | Superficie (km²) | Population (01/2017) | Densité (hab/km²) | Carte                               |
| ------------------------------------- | ---------------- | -------------------- | ----------------- | ----------------------------------- |
| (0601) Steglitz                       | 6,79             | 74 545               | 10 979            | District map of Steglitz-Zehlendorf |
| (0602) Lichterfelde                   | 18,22            | 83 674               | 4 592             | District map of Steglitz-Zehlendorf |
| (0603) Lankwitz                       | 6,99             | 42 558               | 6 088             | District map of Steglitz-Zehlendorf |
| (0604) Zehlendorf                     | 18,83            | 60 234               | 3 199             | District map of Steglitz-Zehlendorf |
| (0605) Dahlem                         | 8,39             | 16 819               | 2 005             | District map of Steglitz-Zehlendorf |
| (0606) Nikolassee                     | 19,61            | 16 143               | 823               | District map of Steglitz-Zehlendorf |
| (0607) Wannsee                        | 23,68            | 10 113               | 427               | District map of Steglitz-Zehlendorf |
| Arrondissement de Steglitz-Zehlendorf | 102,50           | 304 086              | 2 967             | District map of Steglitz-Zehlendorf |

## Politique

Les 55 délégués élus pour la période 2016-2021 et leurs couleurs partisanes respectives :
CDU 17
SPD 13
Grünen 11
AfD 6
FDP 5
Die Linke 3

Le conseils d'arrondissement sont nommés par 55 délégués bénévoles élus pour cinq ans. La dernière élection a eu lieu le 12 février 2023, en parallèle des élections législatives.

### Maires successifs depuis 2001
| Mandat      | Maire d'arrondissement   | Parti |
| ----------- | ------------------------ | ----- |
| 2001 - 2006 | Herbert Weber            | CDU   |
| 2006 - 2016 | Norbert Kopp             | CDU   |
| 2016 - 2021 | Cerstin Richter-Kotowski | CDU   |
| depuis 2021 | Maren Schellenberg       | Verts |